# Holding This Moment
Holding This Moment è una raccolta dei primi 7" del gruppo hardcore punk statunitense Bane, pubblicato nel 1998 da Equal Vision Records.

## Tracce
1. In Pieces – 2:19
2. Count Me Out – 2:30
3. Both Guns Blazing – 5:36
4. Superhero – 3:08
5. At Best – 2:09
6. Scared – 2:38
7. Forked Tongue – 4:12
8. Every Effort Made/Lay the Blame – 5:01

- Tracce 1-3 da Holding This Moment 7"
- Tracce 4-6 da To Think, Free To Be 7"
- Tracce 7-8 da Bane 7"

## Crediti[3]
- Aaron Bedard - voce
- Aaron Dalbec - chitarra
- Zach Jordan - chitarra
- Pete Chilton - basso
- Ben Chused - batteria (Tracce 1-3)
- Damon Bellorado - batteria (Tracce 4-8)
- Brian McTernan - ingegnere del suono
- Jacob Bannon - grafica
- Benny Cummings - fotografia
- Todd "Flash Gordon" Pollack - fotografia